# زمرة منتهية

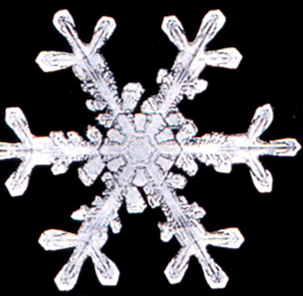

في الجبر التجريدي الزمرة المنتهية (بالإنجليزية: Finite group)‏، هي كل زمرة تحتوي على عدد محدود من العناصر (أو عدد عناصرها منتهٍ)، ويمكن معالجة الزمر المنتهية بعمق في نظرية الزمر المنتهية ونظرية الزمر القابلة للحلحلة.

## التاريخ
خلال القرن العشرين، دُرست الزمر المنتهية ب شكل مكثف، خصوصا فيما يتعلق بالزمر القابلة للحلحلة وغيرها.

## المبرهنات الأساسية

### مبرهنة لاغرانج
- جون هورتون كونواي.